# Samadou Coulibaly
Pour les articles homonymes, voir Coulibaly.
Samadou Coulibaly, né le 31 décembre 1959 à Kongolikan, est un enseignant et politicien burkinabè. Professeur d'anglais de formation, il a été ministre de l’éducation nationale et de l’alphabétisation du Burkina Faso dans le Gouvernement Isaac Zida du 18 novembre 2014 au 12 janvier 2016

## Biographie
Professeur d’anglais, Samadou Coulibaly est ensuite devenu encadreur pédagogique d’anglais et a travaillé à l’inspection d’anglais à Ouagadougou et à Bobo-Dioulasso. Il est ensuite retourné a l'enseignement à l’Université polytechnique de Bobo-Dioulasso avant de devenir ministre de l’Education nationale et de l’alphabétisation en 2014.